# Hinomyces moricola
Hinomyces moricola är en svampart som först beskrevs av I. Hino, och fick sitt nu gällande namn av Narumi & Y. Harada 2006. Hinomyces moricola ingår i släktet Hinomyces och familjen Sclerotiniaceae.   Inga underarter finns listade i Catalogue of Life.